# Проспект Андраші
Проспект Андраші (угор. Andrássy út) — бульвар у Будапешті, Угорщина, побудований 1872 року. Сполучає площу Єлизавети із парком Варошлігет. Об'єкт Світової спадщини ЮНЕСКО з 2002 року. На проспекті розташовані Угорський державний оперний театр, будинок-музей Золтана Кодаї, Музей мистецтва Далекого Сходу, Угорський університет образотворчих мистецтв, Дім терору, площа Октогон, площа Героїв, Виставкова зала, Музей образотворчих мистецтв, Музична академія Ференца Ліста та інші відомі об'єкти.

## Історія

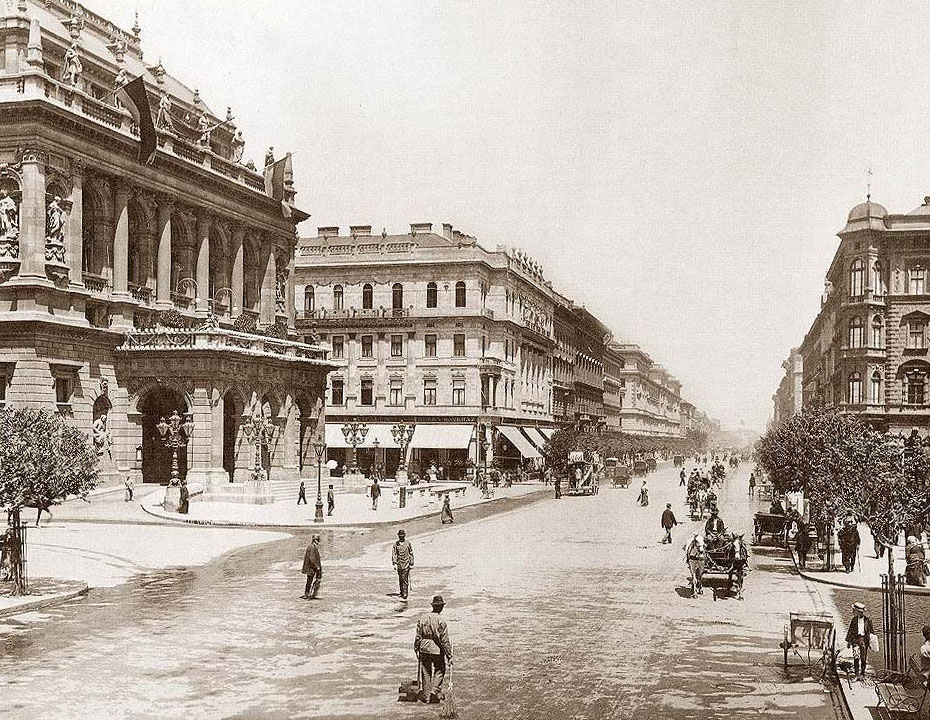
Проспект у 1896 році

1870 року з'явилося рішення про побудову проспекту, щоб розвантажити паралельну вулицю Кірай та з'єднати інші частини міста з Міським парком. Будівництво розпочалося 1872 року. Проспект відкрили 20 серпня 1876 року в День святого Іштвана — національне свято Угорщини). Побудований проспект став результатом компонування пропозицій трьох архітекторів: Лайоша Лехнера, Фрідєша Фесла та Кляйна і Фразера. Будівлі проспекту будувалися під керівництвом найвизначніших архітекторів того часу, зокрема Міклоша Ібля, яких фінансував Угорський та інші банки. Зведення більшості будівель завершили до 1884 року. У них заселилися переважно аристократи, банкіри, землевласники. 1885 року проспект назвали на честь головного промоутера будівництва — колишнього прем'єр-міністра та революціонера, політика Дьюли Андраші.

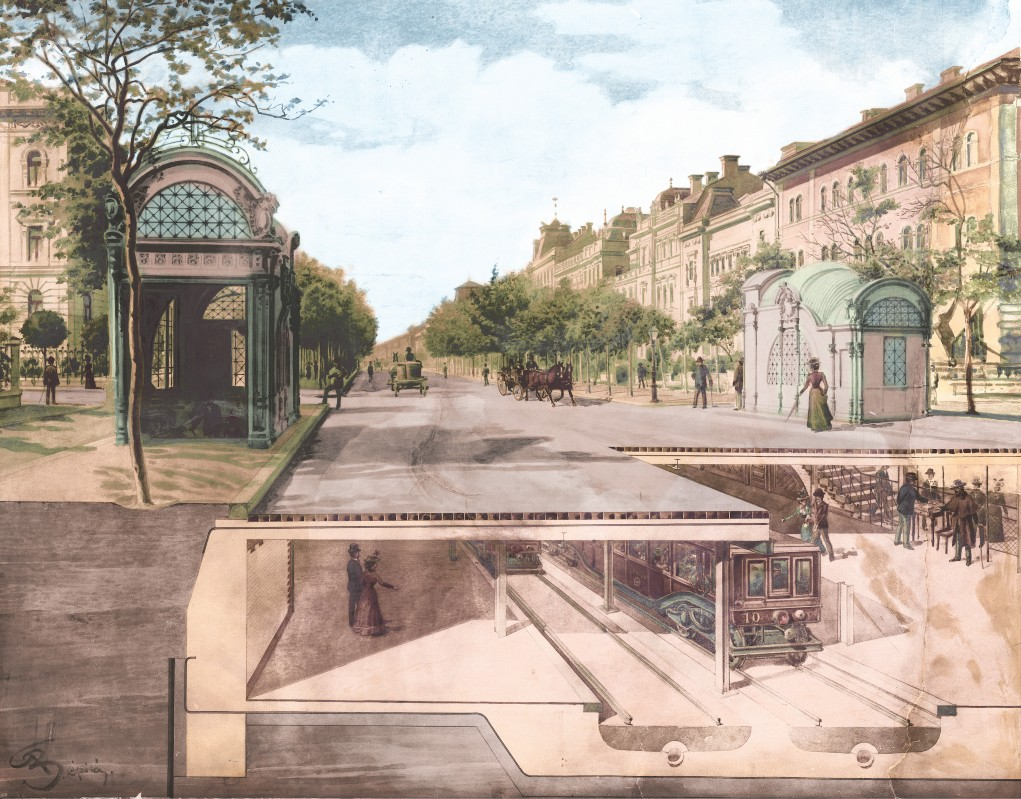
Метрополітен під проспектом Андраші. Малюнок у розрізі 1890-х років

У 1894—1896 роках під проспектом збудували Будапештський метрополітен — перший метрополітен у континентальній Європі.
У 1950-х роках бульвар перейменовували тричі. 1950 року під час радянської окупації його назвали на честь Сталіна. Під час революції 1956 року його назвали проспектом Угорської Молоді. Наступного року комуністи, що перебували при владі за мілітарної підтримки СРСР, назвали об'єкт проспектом Народної Республіки. Колишню назву проспекту на честь Андраші повернули 1990 року після повалення комуністичного режиму.
У вересні 2011 року державний секретар у справах культури Геза Сеч заявив про план будівництва на проспекті Андраші нової споруди поблизу Міського парку, Музею образотворчих мистецтв та Виставкової зали. У цій будівлі мали розмістити колекції Угорської національної галереї. Цей план, за яким мали використати більшу частину проспекту, включав створення Будапештського музейного кварталу або кварталу Андраші.

## Визначні місця

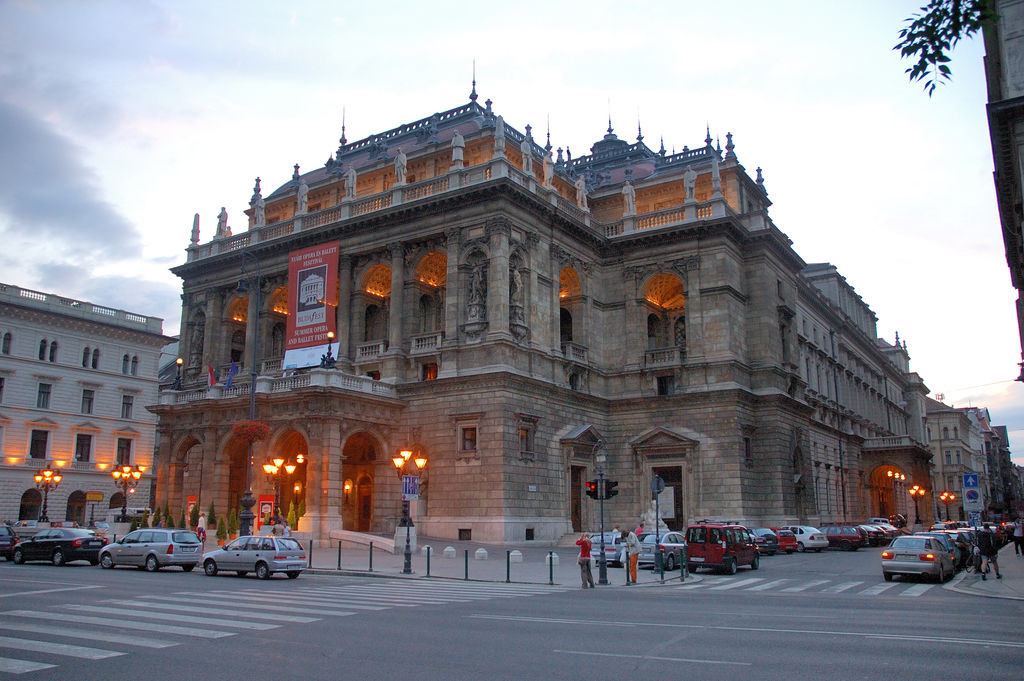
Угорський державний оперний театр
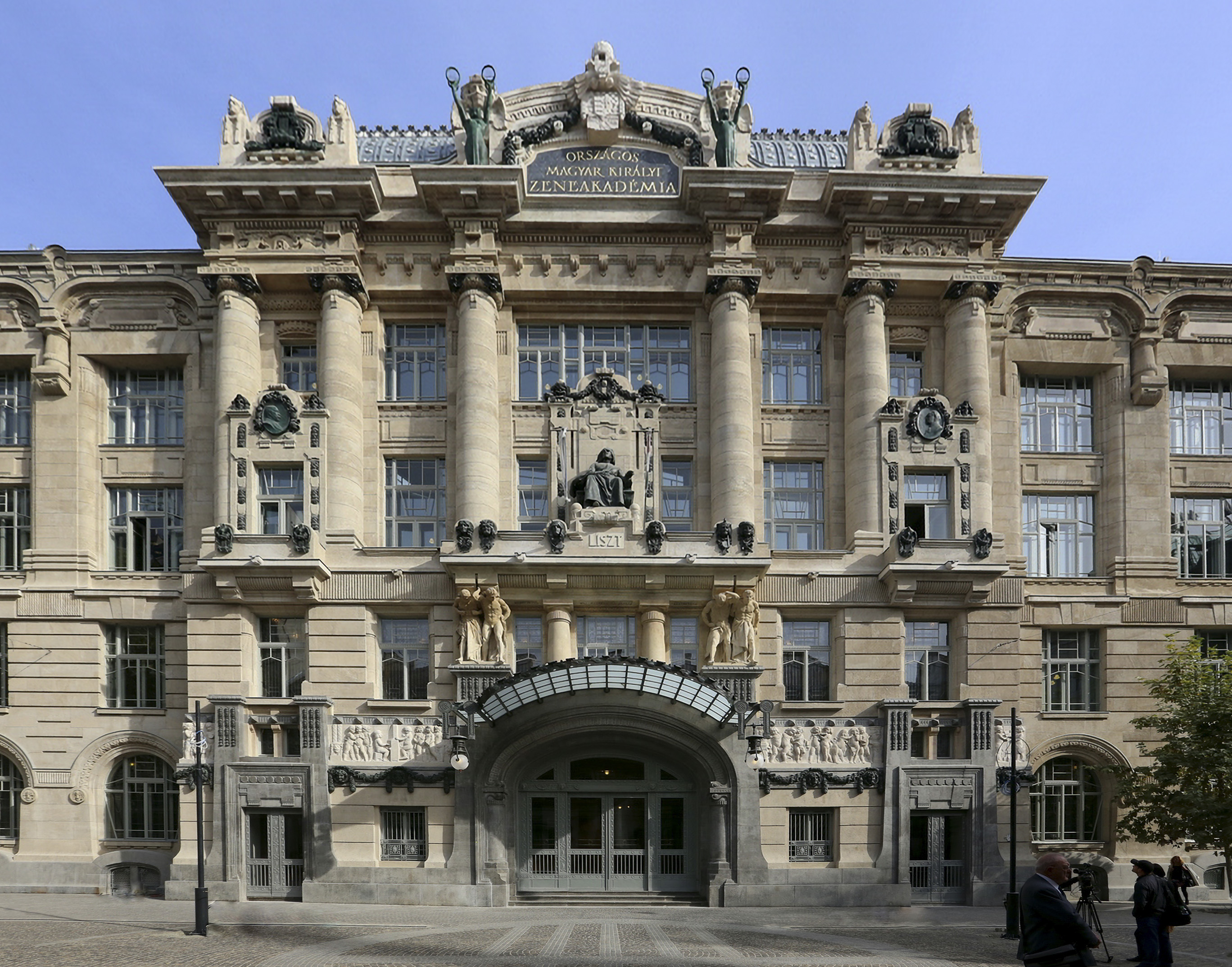
Музична академія Ференца Ліста
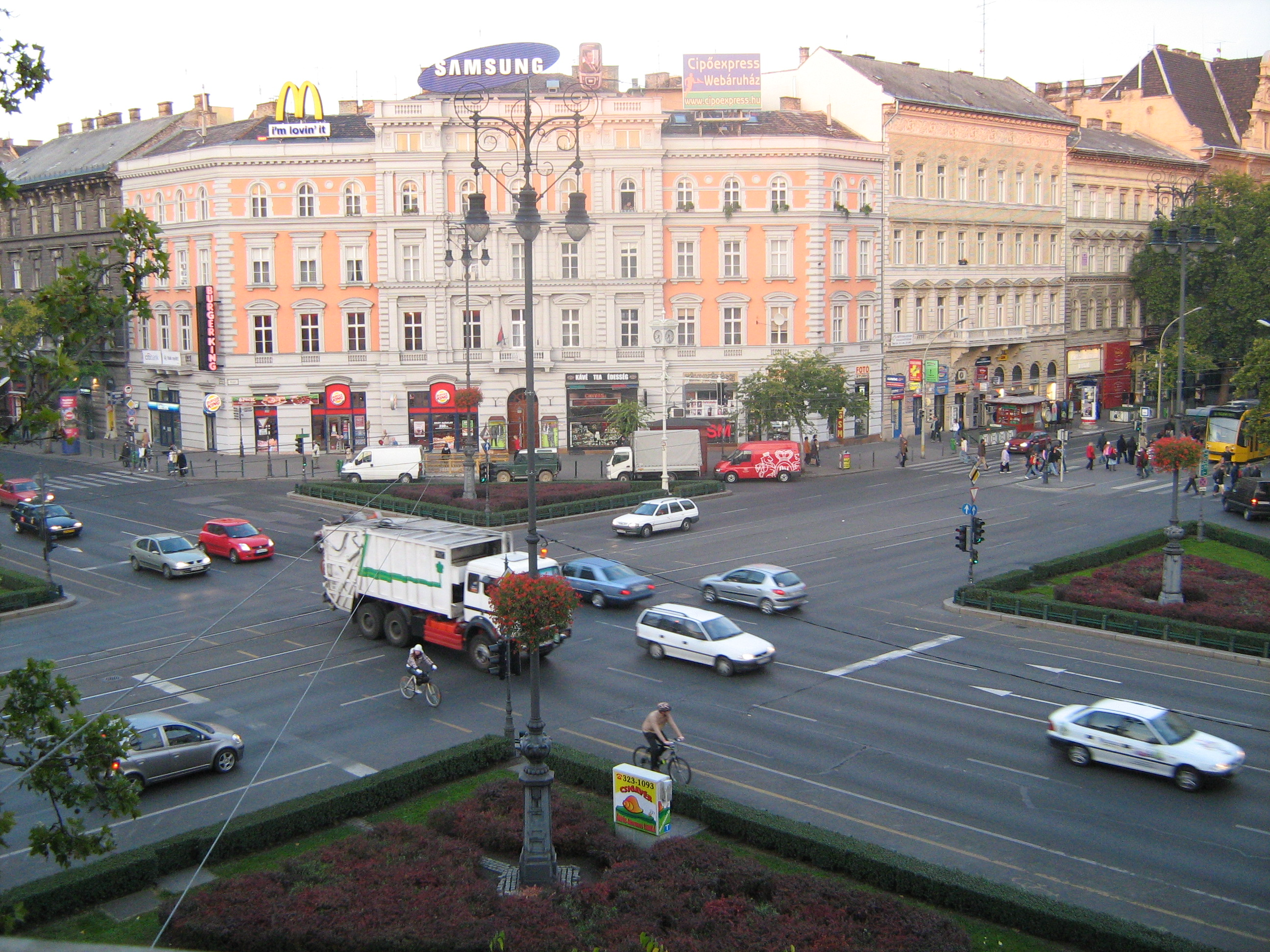
Площа Октогон
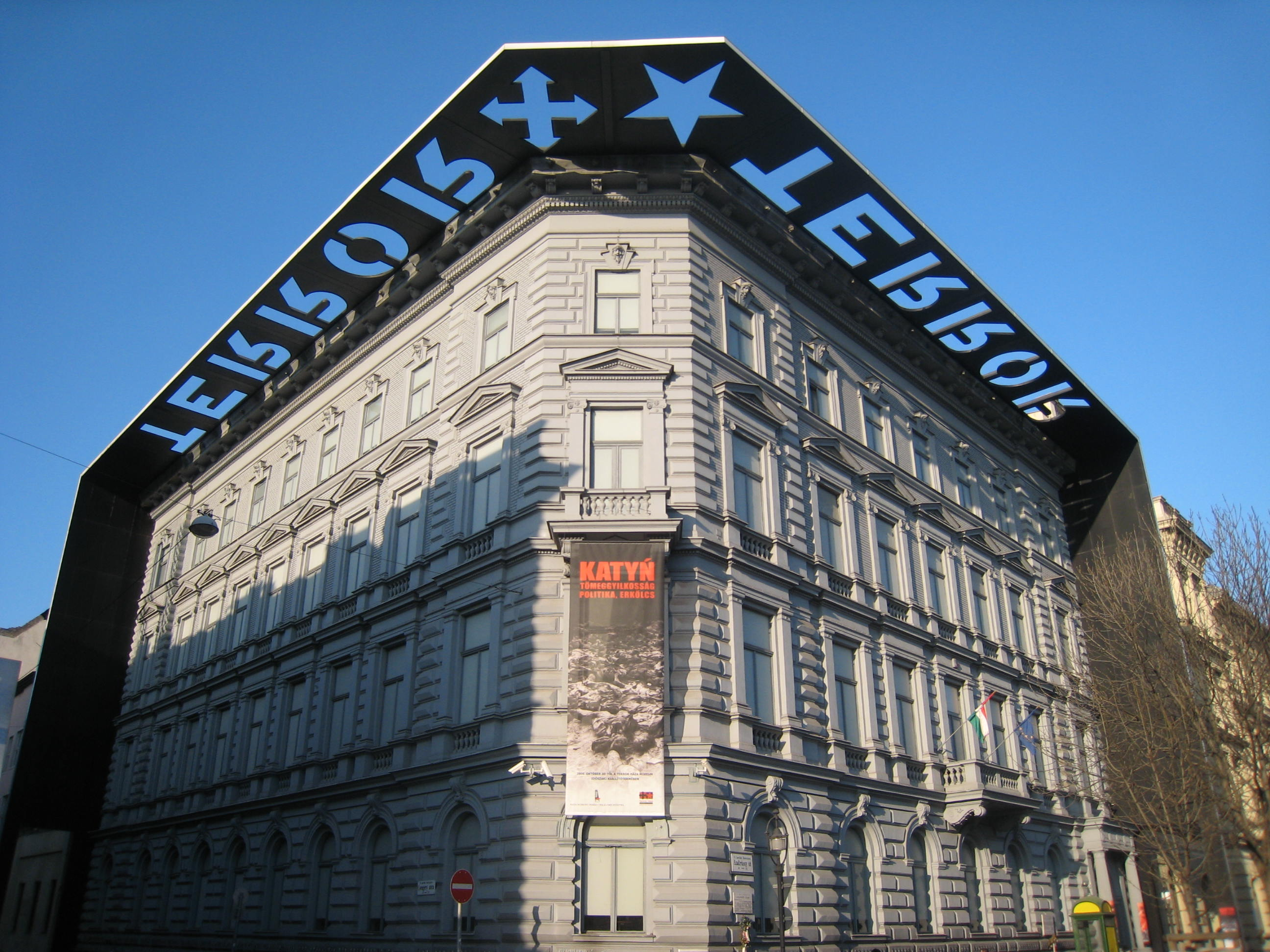
Дім терору
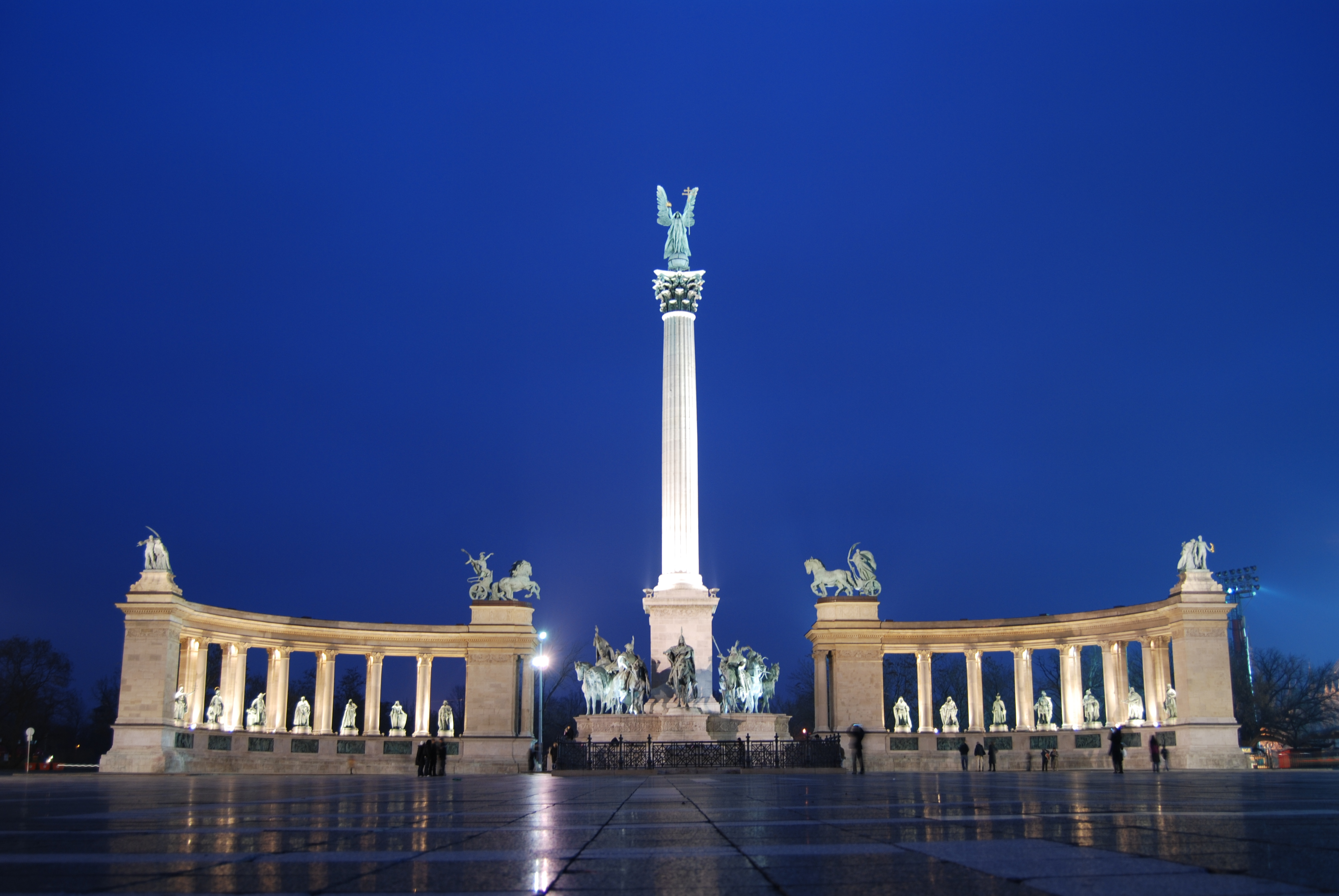
Площа Героїв
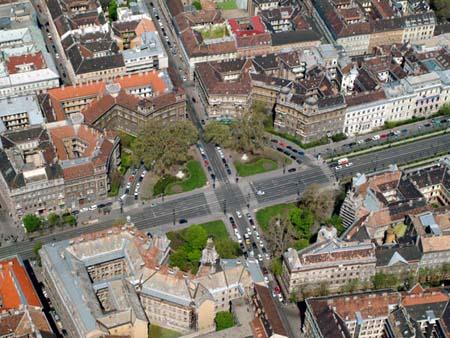
Коло Кодай
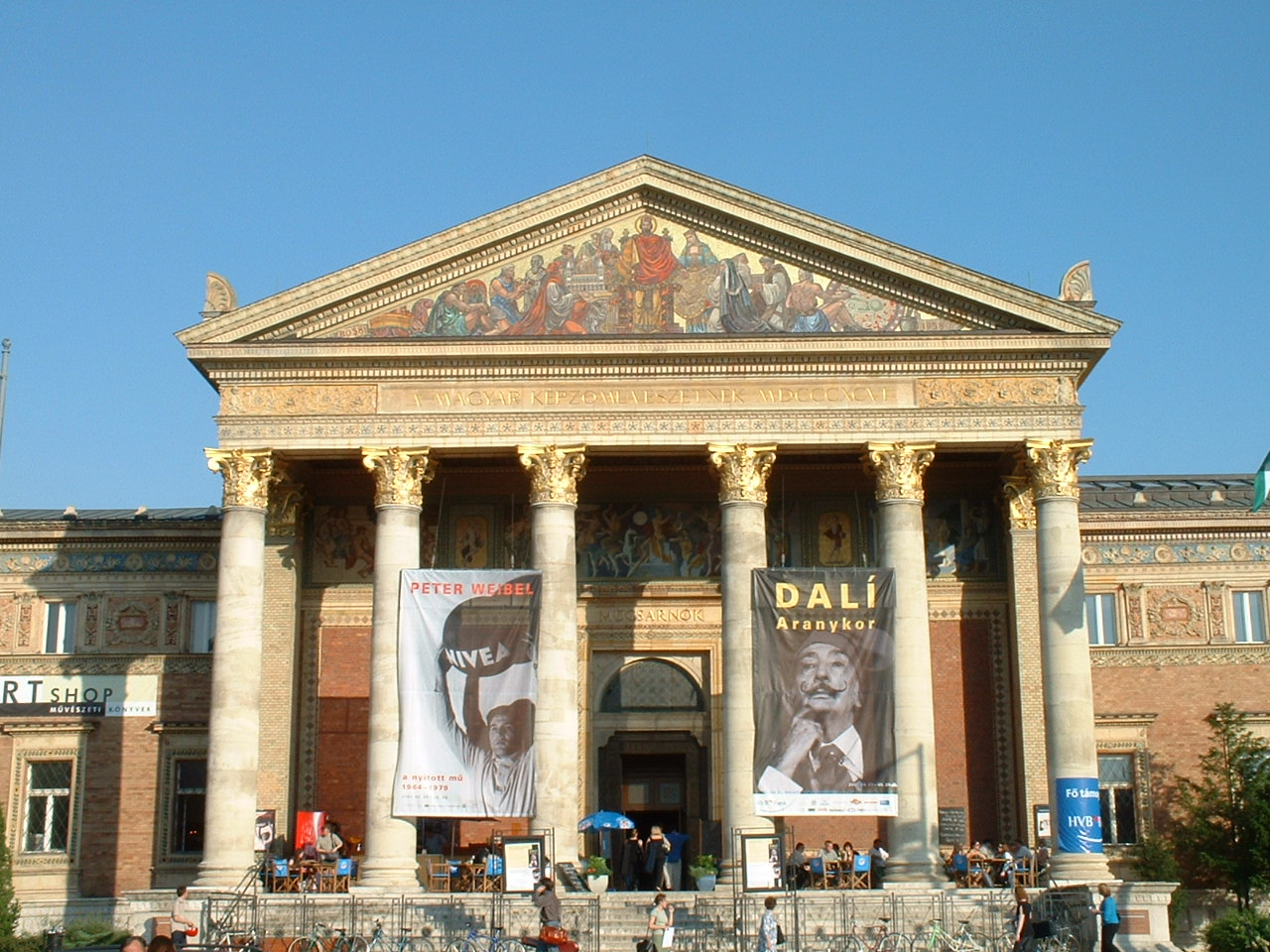
Виставкова зала
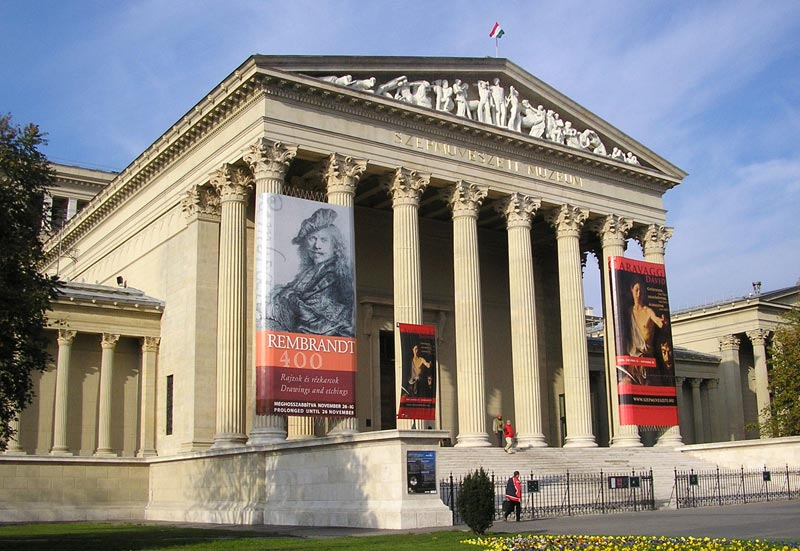
Музей образотворчих мистецтв
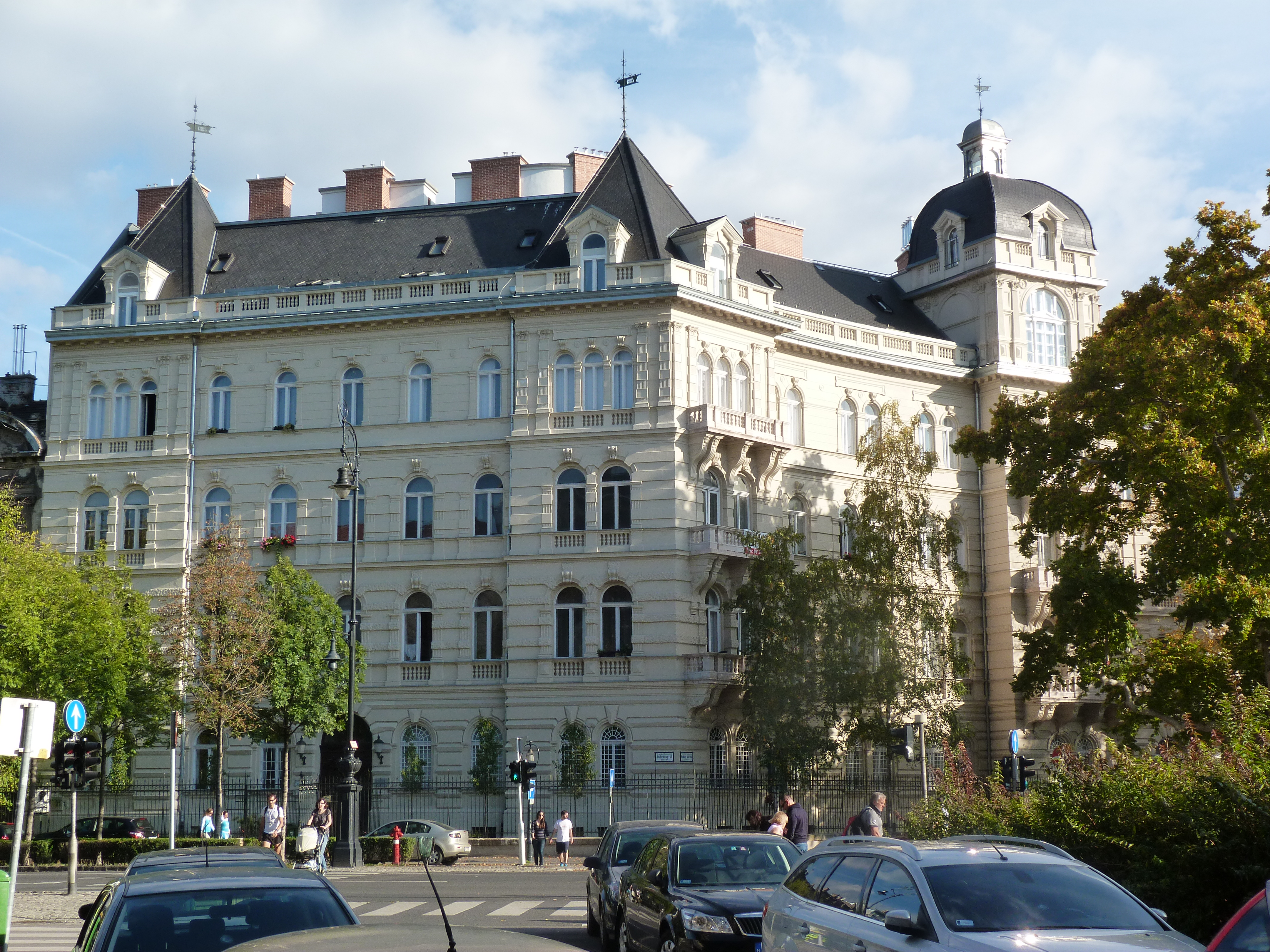
Будинок-музей Золтана Кодаї
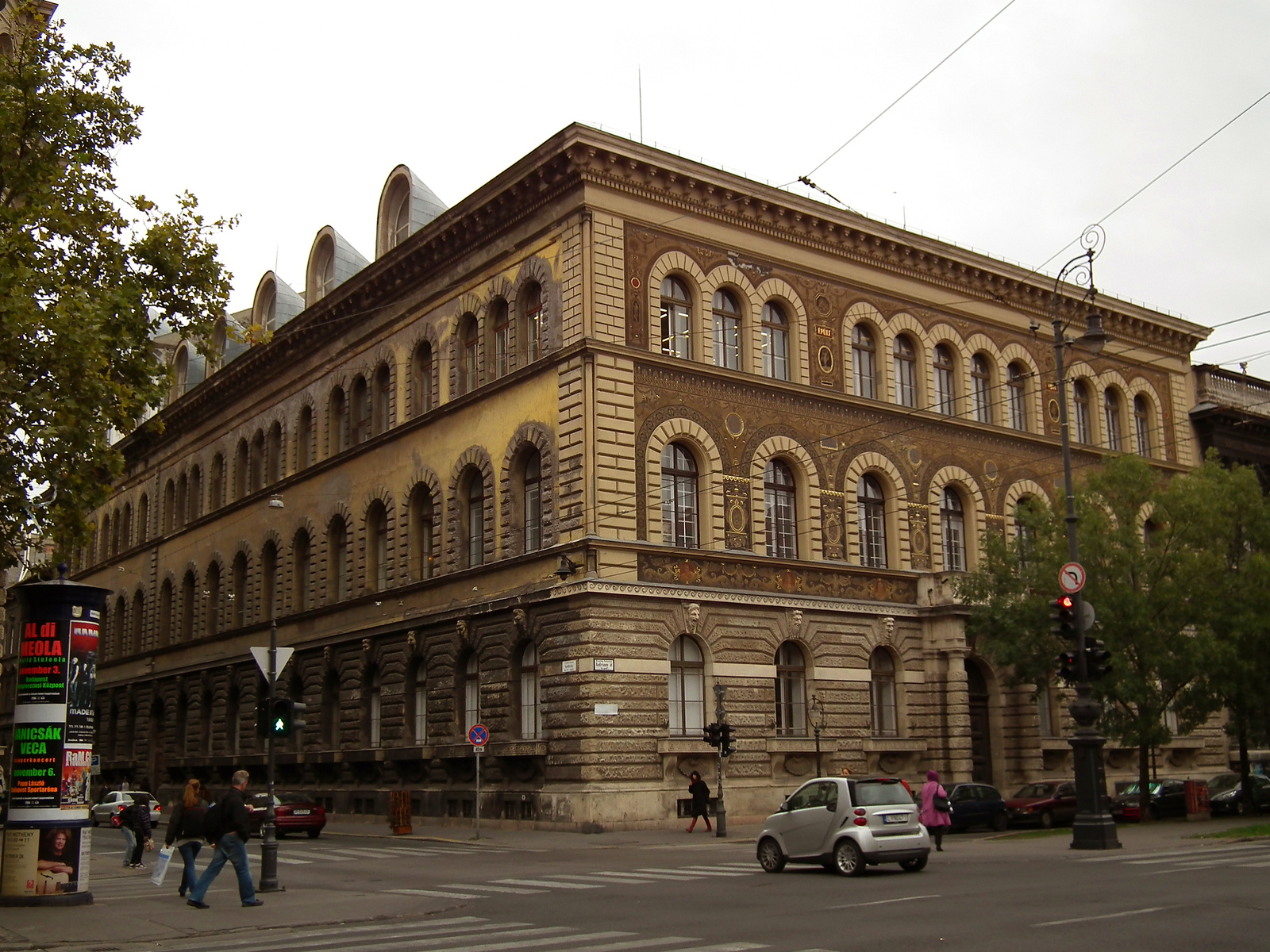
Угорський університет образотворчих мистецтв
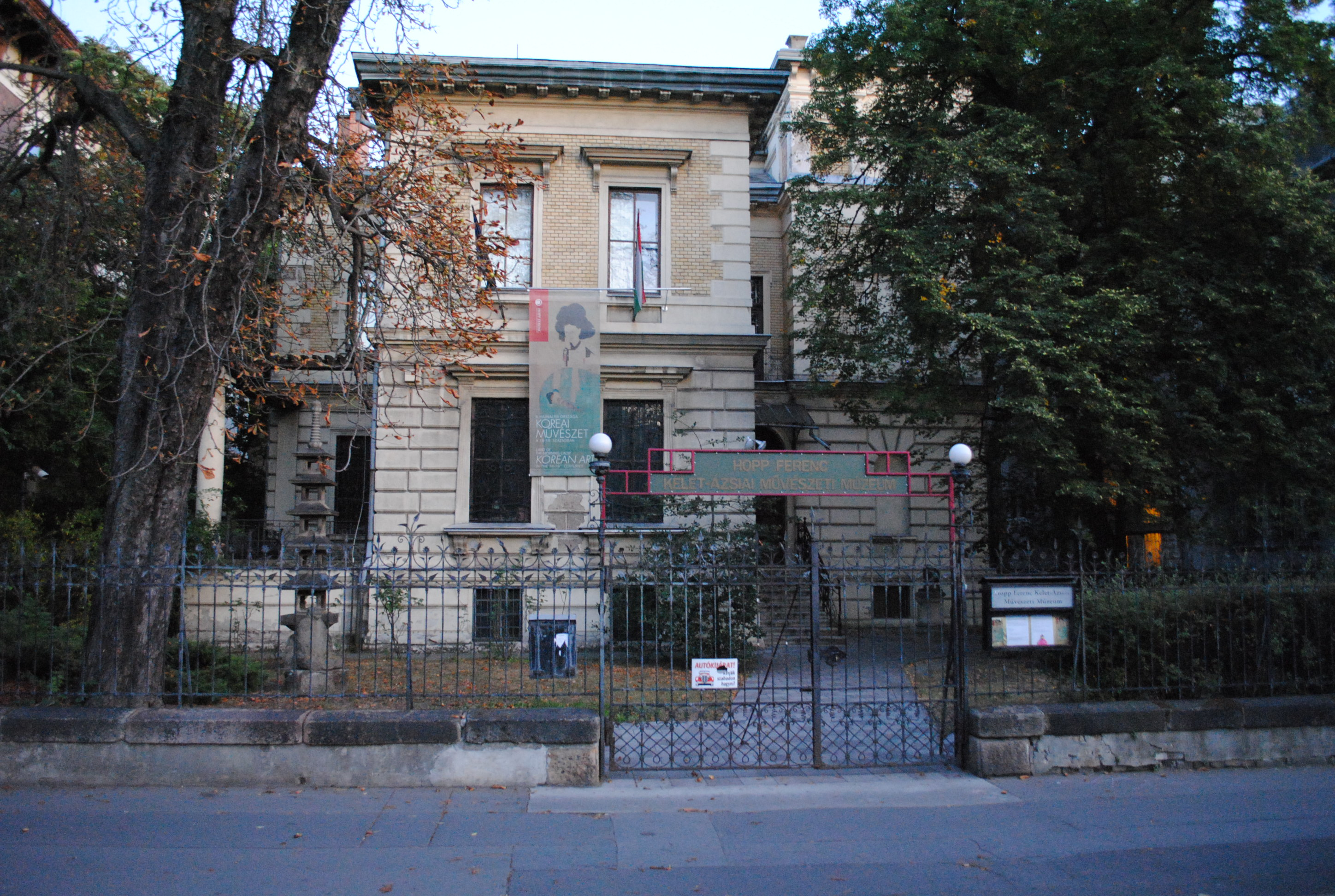
Музей мистецтва Далекого Сходу